# Dichlofluanide
Dichlofluanide (ISO-naam) is een fungicide, dat gebruikt wordt in producten voor de conservering van hout.
De stof is in 1964 geïntroduceerd, en werd aanvankelijk vooral gebruikt als pesticide in de landbouw (merknaam: Eupareen en Elvaron van Bayer). Het gebruik ervan als schimmelwerend middel voor houtbescherming is sedert ca. 1989 sterk toegenomen, als vervangmiddel voor het (inmiddels verboden) pentachloorfenol (PCP).

## Toepassingen
Dichlofluanide wordt toegevoegd aan primers of verven op solventbasis, voor de voorbehandeling van hout, om de vorming van schimmels (blauwschimmels) tegen te gaan; het wordt ook aan "antifouling" verven voor scheepsrompen toegevoegd. Gebruiksklare producten bevatten ongeveer 0,55 tot 0,7 gewichtsprocent dichlofluanide, wat neerkomt op een hoeveelheid van ca. 1,1 g/m2 of 90 g/m3 hout. Voor professioneel gebruik is er ook geconcentreerd product, dat moet verdund worden tot dezelfde concentratie als het gebruiksklare product. Bayer (nu Lanxess) verkoopt producten met dichlofluanide onder de merknaam Preventol (namelijk de types Preventol A 4-F en Preventol A 4-S).
De behandeling kan gebeuren door onderdompeling of automatisch spuiten (voor voorbehandeling van hout), of door aanbrengen met een borstel (voor in situ bescherming).
Het gebruik van dichlofluanide is niet aanbevolen in bewoonde ruimten (behalve voor vensterramen en buitendeuren); ook wordt afgeraden om het product manueel te verspuiten in open systemen.

## Regelgeving
Het gebruik van dichlofluanide als fungicide voor gewasbescherming is door de Europese Unie niet meer toegelaten sedert 31 december 2003. De stof werd vervangen door tolylfluanide (merknamen: Euparen Multi of Elvaron Multi).
In het kader van de Europese biocidenrichtlijn (Richtlijn 98/8/EG) werd dichlofluanide als bestaande werkzame stof onderzocht naar gezondheids- en milieurisico's. Op basis van de resultaten van deze evaluatie heeft de Europese Commissie dichlofluanide toegelaten als biocide van productklasse 8 (houtconserveringsmiddelen). Deze erkenning ging in op 1 maart 2009. In deze evaluatie werden een aantal R- en S-zinnen (nadien H- en P-zinnen) vervangen, omdat dichlofluanide in water vrij snel hydrolyseert tot DMSA, dat een lage langetermijntoxiciteit voor waterorganismen heeft. Bovendien hebben zowel dichlofluanide als DMSA een laag bioconcentratie-potentieel.

## Toxicologie en veiligheid
Bij dierproeven bleek dichlofluanide een lage acute toxiciteit te vertonen bij blootstelling via orale of dermale weg, en een matige acute toxiciteit bij inhalatie. Het is een oogirritant, geen huidirritant (maar het kan de huid wel overgevoelig maken). De Wereldgezondheidsorganisatie WHO heeft dichlofluanide geklasseerd als Unlikely to present acute hazard in normal use (dat wil zeggen: er wordt bij normaal gebruik geen acuut gevaar van verwacht).
Dichlofluanide zou geen carcinogeen potentieel voor de mens hebben. Bij hoge doses veroorzaakte het weliswaar tumoren bij ratten (niet bij muizen), maar het mechanisme wordt als niet relevant voor mensen beschouwd.
Dichlofluanide is zeer toxisch voor waterorganismen; echter hydrolyseert het vrij snel tot DMSA (N,N-dimethyl-N'-fenylsulfamide), dat laag toxisch is. DMSA komt ook als onzuiverheid voor in technisch dichlofluanide, omdat DMSA een voorloper is van dichlofluanide bij de productie ervan.